# Giornata mondiale del cuore
La Giornata mondiale del cuore (World Heart Day), celebrata il 29 settembre di ogni anno, è una campagna mondiale di informazione e sensibilizzazione sulla prevenzione delle malattie cardio-cerebro vascolari, promossa in tutto il mondo dalla World Heart Federation attraverso una comunità di oltre 200 organizzazioni nazionali che, insieme, sostengono l’impegno della società medica e delle fondazioni per il cuore in oltre 100 paesi. 
Le malattie cardio-cerebro vascolari sono in assoluto la prima causa di morte in molti paesi del mondo. Ogni anno sono responsabili di 17,5 milioni di morti premature e si prevede che nel 2030 aumenteranno a 23 milioni. In Italia 127.000 donne e 98.000 uomini muoiono ogni anno per le malattie cardio-cerebrovascolari e molte di queste morti si verificano in modo prematuro prima dei 60 anni di età.
Il fumo di sigaretta, elevati livelli di colesterolo, ipertensione, elevati livelli di zuccheri nel sangue, alimentazione scorretta, peso e circonferenza addominale, sedentarietà,  stress e condizioni di vita in ambienti non salutari sono i fattori di rischio modificabili responsabili per almeno l’80% delle morti premature causate dalle malattie cardio-cerebro vascolari, tra cui infarto, scompenso e ictus, che possono essere evitate.
La Giornata mondiale del cuore aderisce alla campagna “25by25” lanciata dall’Organizzazione mondiale della sanità nel 2012 per sollecitare tutti i Paesi del mondo a mettere in atto alleanze e le migliori strategie per ridurre, entro il 2025, il 25% dei decessi prematuri causati dalle malattie croniche non trasmissibili (NCDs) come le malattie del cuore, dei vasi e il diabete. 
In Italia la Giornata mondiale del cuore è coordinata dall’Associazione Fondazione Italiana per il Cuore, membro nazionale della World Heart Federation. 
Nel mese di settembre e oltre sono molti gli eventi gratuiti e aperti al pubblico, con distribuzione di materiale informativo, organizzati liberamente da ospedali, ASL, associazioni di pazienti, ospedali, enti pubblici e privati per sensibilizzare le persone a prendersi cura del proprio cuore.